# Harold Dwight Lasswell

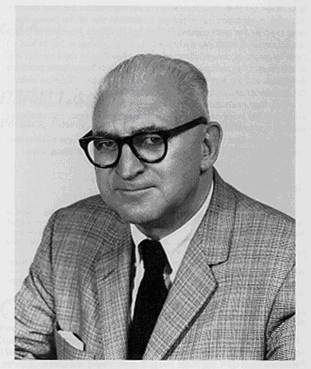
Harold Dwight Lasswell

Harold Dwight Lasswell (* 13. Februar 1902 in Donnellson, Illinois; † 18. Dezember 1978 in New York City) war ein US-amerikanischer Politikwissenschaftler und Kommunikationstheoretiker.

## Leben
Harold Lasswell studierte in den 1920er-Jahren an der Universität von Chicago und wurde dort vom Pragmatismus eines John Dewey und George Herbert Mead beeinflusst. Noch mehr spiegelt sich in seinem Werk aber die Philosophie Freuds wider, die Grundlage seiner Analyse über Propaganda und Kommunikation im Allgemeinen ist. Im Zweiten Weltkrieg war er Leiter der Abteilung für die „Study of War Time Communications“ in der Bibliothek des amerikanischen Kongresses. 1955/56 amtierte er als Präsident der American Political Science Association (APSA). 1957 wurde er in die American Academy of Arts and Sciences gewählt, 1974 in die National Academy of Sciences. Immer nach vorne schauend, beschäftigte er sich in seinen letzten Lebensjahren u. a. mit den politischen Konsequenzen einer möglichen Kolonisation anderer Planeten und einer „machinehood of humanity“.

## Demokratietheorie
Mit anderen Liberalen seiner Zeit, wie beispielsweise Walter Lippmann, argumentierte er, dass gerade die Demokratie, als wohl komplizierteste Staatsform, der Propaganda bedürfe, um die zum großen Teil uninformierten Bürger in Übereinstimmung mit dem politischen System und den Entscheidungen, die eine spezialisierte politische Klasse für sie trifft, zu halten. Wie er in dem von ihm verfassten Eintrag zu Propaganda in der Encyclopaedia of the Social Sciences schrieb, müssen die demokratischen Dogmen abgelegt werden, dass Menschen am besten über ihre eigenen Interessen urteilen könnten („democratic dogmatisms about men being the best judges of their own interests“), denn Menschen seien in ihrem Urteil über ihre eigenen Interessen oft sehr ungeeignet, sie bewegten sich schnell und ohne gute Begründung von einer Alternative zur anderen („men are often poor judges of their own interests, flitting from one alternative to the next without solid reason“).
Er prägte 1937 den Begriff des Garnisonsstaates, der die Demokratie bedroht.

## Wirkung
Zu seinen akademischen Schülern gehörten u. a. Gabriel Almond, V. O. Key, Jr., Herbert A. Simon, Bruce Lannes Smith und David Truman.

## Berühmte Zitate
Politics is who gets what, when, where, and how.
Who (says) What (to) Whom (in) Which Channel (with) What Effect. (siehe: Lasswell-Formel)
Meinungsmanagement ist kostengünstiger als Gewalt oder Bestechung.

## Veröffentlichungen (Auswahl)
- Propaganda Techniques in the World War. (New York 1927 - Reprinted with a new introduction, 1971)
- World Politics and Personal Insecurity. (1935 - Reprinted with a new introduction - 1965)
- Politics: Who Gets What, When, How. (1936)
- The Garrison State. (1941)
- Power and Personality. (1948)